# Dmitri Volkogonov
Dmitri Antonovich Volkogonov (russo: Дмитрий Антонович Волкогонов; Chita, 22 de março de 1928 – Moscou, 6 de dezembro de 1995) foi um historiador e militar russo. Doutor em filosofia e em história, Volkogonov foi nomeado coronel-general do exército soviético em 1986, e chefiou o departamento de guerra psicológica do exército soviético.
Apesar de durante a maior parte de sua carreira ser um comprometido ideólogo estalinista e marxista-leninista, Volkogonov repudiou o comunismo e o sistema ideológico da União Soviética na última década de sua vida, antes de sua morte em 1995.

### Carreira Militar
Em 1945, Volkogonov entrou para o exército com a idade de dezessete anos o que era comum para muitos órfãos. Em 1961 estudou na Academia Militar Lenin em Moscou, e em 1970 foi transferindo para o departamento de propaganda do Exército soviético. Lá ele escreveu panfletos de propaganda e manuais sobre guerra psicológica e ganhou a reputação de ser um linha-dura.
Durante as décadas que Volkogonov chefiou o Departamento de Propaganda, visitou Angola, Etiópia, o Oriente Médio] e o Afeganistão. Ele "teve uma rápida ascensão no exército soviético como um especialista encarregado de guerra psicológica e ideológica, comprometido totalmente em divulgar a ideologia comunista".
Mas, mesmo quando ele estava doutrinando as tropas em ortodoxia comunista, o general Volkogonov estava lutando com dúvidas particulares, com base nos horrores que ele descobriu escondidos nos arquivos". Volkogonov também teve a oportunidade de ver as condições de vários países durante a Guerra Fria que recebiam ajuda militar russa. Volkogonov recordou mais tarde, "... todos eles se tornaram mais pobres; suas economias estavam desmoronando, eu cheguei à conclusão de que o modelo marxista era um real beco sem saída, e que nós, também, éramos pegos em uma armadilha histórica".

### Pesquisando Stalin
Volkogonov foi um ideólogo fervoroso durante a maior parte de sua vida, e dedicou sua energia para espalhar o marxismo-leninismo dentro das forças armadas. Graças as suas impecáveis credenciais comunistas, Volkogonov consegue o acesso aos arquivos soviéticos mais secretos.
Volkogonov começou a escrever a biografia de Stalin, em 1978. Ele a completou em 1983, mas foi proibido de a publicar pelo Comitê Central. Graças a política de Glasnost, ela foi publicada antes da dissolução da União Soviética, durante o governo de Mikhail Gorbachev. A publicação do livro sobre Stalin na Rússia fez Volkogonov "um pária entre seus companheiros oficiais".
Embora Volkogonov citasse Lenin na biografia de Stalin de uma forma bastante convencional, ele acusou acentuadamente o sistema stalinista. Ele posteriormente comentou: "Isto me fez imediatamente muitos inimigos". Ele foi diretor do Instituto de História Militar desde 1985, (onde foi fortemente envolvido na pesquisa). Enquanto estava lá, Volkogonov compilou uma coleção de dois volumes de dados sobre 45 000 os oficiais do Exército Vermelho que foram presos durante os expurgos da década de 1930, dos quais 15 000 destes foram baleados.

### Década de 1990
Após a fracassada  tentativa de golpe Estado na União Soviética em agosto de 1991 por radicais comunistas, seguida da dissolução da União Soviética em dezembro de 1991, Volkogonov tornou-se assessor militar do presidente russo Boris Yeltsin.
No início de 1990, Volkogonov presidiu uma Comissão Parlamentar que liberou setenta e oito milhões de arquivos ao acesso público. Como parte desse processo, Volkogonov pôde rever pessoalmente "muitos documentos do Comitê Central do Partido Comunista e do Politburo". Esta desclassificação de documentos do Partido permitiu aos historiadores o acesso que nunca havia sido permitido desde a formação da União Soviética 70 anos antes.
Volkogonov co-presidiu a Comissão Conjunta EUA-Rússia de prisioneiros de guerra, "e continuou sempre a escrever". Volkogonov caiu em desgraça com Yeltsin em 1994, depois de se opor ao uso da força para resolver disputas étnicas dentro de áreas da ex-União Soviética. Especificamente, Volkogonov sentiu que Yeltsin estava seguindo conselhos de pessoas erradas na decisão de invadir a Chechênia.

## Obras
- 1982: "Ameaça" mítica e o verdadeiro perigo para a paz
- 1986: A Guerra Psicológica
- 1987: O Exército e o Progresso Social
- 1991: Stalin: Triunfo e Tragédia ISBN 978-0802111654
- 1994: Lênin: Uma Nova Biografia ISBN 978-0029334355
- 1996: Trotsky: O Eterno Revolucionário ISBN 978-0684822938
- 1998: A Ascensão e a Queda do Império Soviético: de Lênin a Gorbachev ISBN 978-0002557917
- 1999: A Autópsia de um Império: os Sete Líderes que Construíram o Regime Soviético ISBN 978-0684871127